# HD222416
HD222416 — хімічно пекулярна зоря спектрального класу A0, що має видиму зоряну величину в смузі V приблизно  7,5.
Вона  розташована на відстані близько 1443,2 світлових років від Сонця.

## Пекулярний хімічний склад
Зоряна атмосфера HD222416 має підвищений вміст 
Si
.